# First Colony Life
First Colony Life, ou First Colony Life Insurance Company (ou FCL) est un fonds d'assurance-vie américain créé par Edwin Horner en 1955, à partir d'une compagnie locale basée Lynchburg (Virginie). 

Cette société s'est spécialisée dans les souscriptions assurantielles à risques, l'assurance-vie temporaire et la fourniture ou gestion de rentes. Elle s'est fortement développée dans les années 1990pour devenir sous la présidence de Goerge Stewart, homme d'affaires new-yorkais et membre en vue de l'église presbytérienne de Lynchburg  l'une des plus grosses compagnies d'assurances des États-Unis.
Elle a finalement fusionné le 1er janvier 2007, peu avant la crise de 2008 avec « Genworth Life and Annuity Insurance Company », une société appartenant au groupe financier Genworth Financial (lui-même issu d'une société vendant des assurances-vie).

## Spécificités
First Colony Life fut l'une des premières sociétés d'assurance-vie à commercialiser des « produits d'assurance-vie temporaire » (dites Term life insurance ou term assurance aux États-Unis, qui sont des offres de couverture à taux fixe de paiements couvrant une période de temps limitée ;  À échéance de cette période, le prix des primes est réévalué par l'assureur, et le client peut soit renoncer à sa couverture soit obtenir un prolongement de cette couverture au nouveau prix imposé par l'Assureur. Si l'assuré décède durant la durée du contrat, la prestation de décès est versée au bénéficiaire, sinon l'argent revient à l'assureur. C'est un mode d'assurance particulièrement spéculatif. Elle fut aussi parmi les premières à faire vendre ses contrats par des courtiers en assurances indépendants plutôt que salariés de la société.
À partir de 1996 la société First Colony, alors propriété de GE Capital connait une croissance accélérée et d'expansion. 
Le nombre d'emplois y a presque doublé, passant de 800 employés en 1996 à plus de 1500 employés en 1999, dont plus de 750 affectés à l'installation d'un nouveau centre de service à la clientèle à Lynchburg.
Le démarchage par téléphone, dans les banques et à domicile par courtiers indépendants s'est poursuivi, avec plus de 135 000 agents et courtiers d'assurance-vie indépendants travaillant au moins à temps partiel pour FCL sans que la société ait à payer leurs charges.

## Histoire de la compagnie
- 1955: La First Colony Life Insurance Company est fondé par Edwin Horner à Lynchburg
- 1963: Broadway-Hale, une chaîne de grands magasins de Californie (qui deviendra plus tard Carter Hawley Hale Stores) investit dans  intérêts dans FCL.
- 1965: Los Angeles Investment Company rachète la majorité de Broadway-Hale. George Stewart devient président et conduit l'entreprise à une renommée nationale dans le domaine des marchés de rentes et de l'assurance vie.
- 1968: FCL rénove l'ancien bâtiment des grands magasins Guggenheimer sur la rue principale de Lynchburg et y domicile ses bureaux.
- 1971: FCL rachète sa société-mère Los Angeles Investment Company.
- 1972: FCL achète la société Mayflower Insurance Company de New York et s'étend dans le marché de l'État de New York.
- 1981: FCL est la troisième société américaine à commercialiser un nouveau type de produit d'assurance (l'assurance vie universelle, ou universal life insurance). Ce nouveau type d'assurance a été présenté et encensés comme une alternative à l'investissement direct et individuel (ou familial) dans les marchés financiers par le particulier[1]. Cette solution apparemment confortable pour le client s'est rapidement développé, peut être aussi grâce à son qualitificatif d'universel. Le particulier doit cependant faire confiance à l'assureur qui endosse ici dans un marché libre et plutôt dérégularisé le métier à risque de la banque spéculative[1]. Malgré les analyses publiées dès le milieu des années 1980 par des économistes spécialistes des processus assurantiels qui n'ont trouvé aucun avantage pour le client à ce mode d'assurance (quand on le compare aux polices d'assurance vie antérieures ou disponibles sur le marché libre, sur la base des retours financiers et des taux d'intérêt affichés par les assureurs)[1], ce mode d'assurance a connu un certain succès, pour même devenir un type de contrat courant, qui a pu contribuer à la part financière de la crise de 2008.
- 1982: Ethyl Corporation, une société productrice d’additifs pétroliers à base d'orbanométaux, créée par Exxon, General Motors et Dupont, basée à Richmond, rachète pour 270 millions $ d'actiond de FCL en circulation pour en prendre le contrôle.
- 1992: Dix ans plus tard, Ethyl corp. lance une offre publique initiale de 8,6 millions d'actions de  First Colony Corporation, une holding pour First Colony Life Insurance Company. Ron Dolan devient président de FCL et M. Stewart devient président du conseil d'administration. L'ancien président Goerge Stewart aurait personnellement touché - selon J Killinger - 50 millions de dollars lors de cette vente[2].
- 1993: Ethyl essaime le restant de ses 80% d'intérêt dans FCL (soit 40 millions d'actions). First Colony Corporation devient alors une société à 100% détenue par le public, avec comme filiales  « First Colony Life Insurance Company » et  « American Mayflower Life Insurance Company of New York ».
- 1996: La General Electric Company (GE), via  « GE Capital Corporation », achète First Colony Life pour 1,8 milliard de dollar pour en faire une partie de son segment financier au sein de « GE Financial Assurance ».
- 1999: George Zippel devient PDG de FCL.
- 2003: GE externalise son secteur « GE Financial Assurance » en transférant et individualisant cette activité et la plupart des affaires liées aux commerce des assurances vers Genworth Financial, Inc. 
A ce moment, comme d’autres compagnies d'assurance-vie, FCL va chercher par des moyens d’ingénierie financière à s’exempter (autant que cela est légalement possible) de l'obligation de sécuriser ses fonds par le provisionnement, tout en réduisant son endettement apparent et le cout de son capital. Elle le fait par un moyen détourné mais non-illégal dit « reserving funding » ou  « X securitization »[réf. nécessaire] c'est-à-dire par titrisation (solution développée par le monde de la finance mais alors encore peu mobilisée par les assurances-vie). 
Deux premières titrisations sont effectuées en 2003 pour au moins 300 millions $ via un arrangement avec la société créée ad hoc River Lake Insurance Company (“River Lake”)[3], puis en 2004  avec la banque Legal & General America (600 millions), puis avec Genworth Financial (850 millions de dollars), en dépit du fait qu’un règlement de l'Association nationale des commissaires d'assurance entrée en vigueur dans la plupart des États au 1er janvier 2000, exigeait que les entreprises d'assurance de constituent leurs réserves sur la base d’hypothèses d'évaluation très conservatrice[4],[5],[6].
- 2005: FCL propose à ses clients une nouvelle forme d'assurance-vie, complexe et multifonction, à terme avec un retour de la prime comprenant des options d'accumulation de la valeur de rachat et une fonction de prêt, c'est la première compagnie d'assurance-vie à le faire.
- 2007: Alors que la crise de 2008 n'est pas encore pressentie par la plupart des économistes, FCL se fond dans Genworth Life and Annuity Insurance Company, du groupe  « Genworth Financial company ».

## Critiques ou controverses
Des plaines en justice sont périodiquement déposées contre la compagnie par des personnes s'estimant lésées, mais c'est une pratique courante aux États-Unis et ces plaintes ne semblent pas avoir fait l'objet d'études particulières.
Cependant des économistes et analystes indépendant ont périodiquement critiqué les anomalies et manque de transparence de certains produits fortement développés par FCL, au détriment selon eux des clients, notamment pour ce qui concerne les assurances-vie universelle. Ces produits étaient justement présentés comme transparents et rentables, mais comparativement aux solutions assurantielles antérieures, les experts indépendants les jugent plus rentables pour la compagnie et ses actionnaires que pour les clients qui souscrivent à ces polices.
Les premières titrisations effectéues par FCL ont été considérées comme un cas d'école qui a pu être suivi en exemple par d'autres compagnies délivrant des polices d'assurances vie, mais ce type de transactions financières est réputé avoir aussi joué un rôle dans la crise de 2008.